# 여신 (금융)
여신(與信, 영어: loan)은 금융 업무를 하는 회사에서 고객에게 돈을 빌려 주는 일을 의미한다. 일반적으로 제1금융권 및 제2금융권 등의 금융기관에서 돈을 빌려주는 것을 의미하나, 대부업체 등의 사금융 회사에서 돈을 빌려주는 것도 여신 업무에 해당한다. 반대말은 수신(受信)이다.

## 같이 보기
- 수신